# Pileccy herbu Leliwa
Pileccy herbu Leliwa – polska rodzina szlachecka.
Ród Pileckich pochodził od kasztelana nakielskiego Wincentego Granowskiego, który poślubiwszy córkę wojewody sandomierskiego Ottona z Pilczy Elżbietę, zaczął pisać się z Pilczy. Potomkowie Wincentego przyjęli z czasem nazwisko Pilecki, choć jeszcze do 1450 jego syn Jan był częściej określany po ojcu Granowskim .

## Członkowie rodu Pileckich herbu Leliwa
- Jan Pilecki (ok. 1405–1476) – syn Wincentego Granowskiego, kasztelan krakowski
- Jan Pilecki (wojewoda ruski) h. Leliwa (?-1496) – średni syn kasztelana krakowskiego Jana, wojewoda ruski i sandomierski, starosta przemyski. Właściciel m.in. Tyczyna, Kańczugi i Łańcuta[2] .
- Otto Pilecki (1440–1504) – najmłodszy syn kasztelana krakowskiego Jana, podkomorzy lubelski.
- Stanisław Pilecki h. Leliwa (?–1527) – średni syn wojewody ruskiego Jana, starosta gródecki. Właściciel m.in. dóbr tyczyńskich[3] .
- Stanisław Ocic Pilecki h. Leliwa (?–1523) – najmłodszy syn Oty (Ottona), dworzanin królewski, kasztelan sanocki, podkomorzy przemyski. Zasłużony dla miasta Łańcuta[4] .
- Mikołaj Pilecki h. Leliwa (?–1550) – kasztelan lwowski, właściciel m.in. dóbr łańcuckich.
- Jan Pilecki – rotmistrz jazdy obrony potocznej, podkomorzy lubelski.
- Józef Pilecki h. Leliwa (1827-1905[5],[6]) – uczestnik powstania styczniowego i zesłaniec[7], mąż Flawii z Żórawskich[8], dziadek Witolda Pileckiego
- Witold Pilecki (1901–1948) – rotmistrz kawalerii Wojska Polskiego, żołnierz podziemia, dobrowolny więzień Oświęcimia (nr. obozowy 4859, 22.09.1940 - 27.4.1943), organizator ruchu oporu w Auschwitz-Birkenau, żołnierz Powstania Warszawskiego, więzień obozów jenieckich w Lamsdorf i Murnau[9]. Zamordowany przez władze komunistyczne Polski Ludowej.